# Любенец (Новгородская область)
Любенец — деревня в Батецком районе Новгородской области, входит в состав Передольского сельского поселения.
Расположена на юге поселения. Ближайшие населённые пункты: деревни Уномерь, Клевенец, Щепино, Михайловское. Недалеко протекает река Киба — приток Мшаги, бассейн Шелони. В 3,5 км к западу проходит линия Санкт-Петербург-Витебского отделения Октябрьской железной дороги.

## Примечания

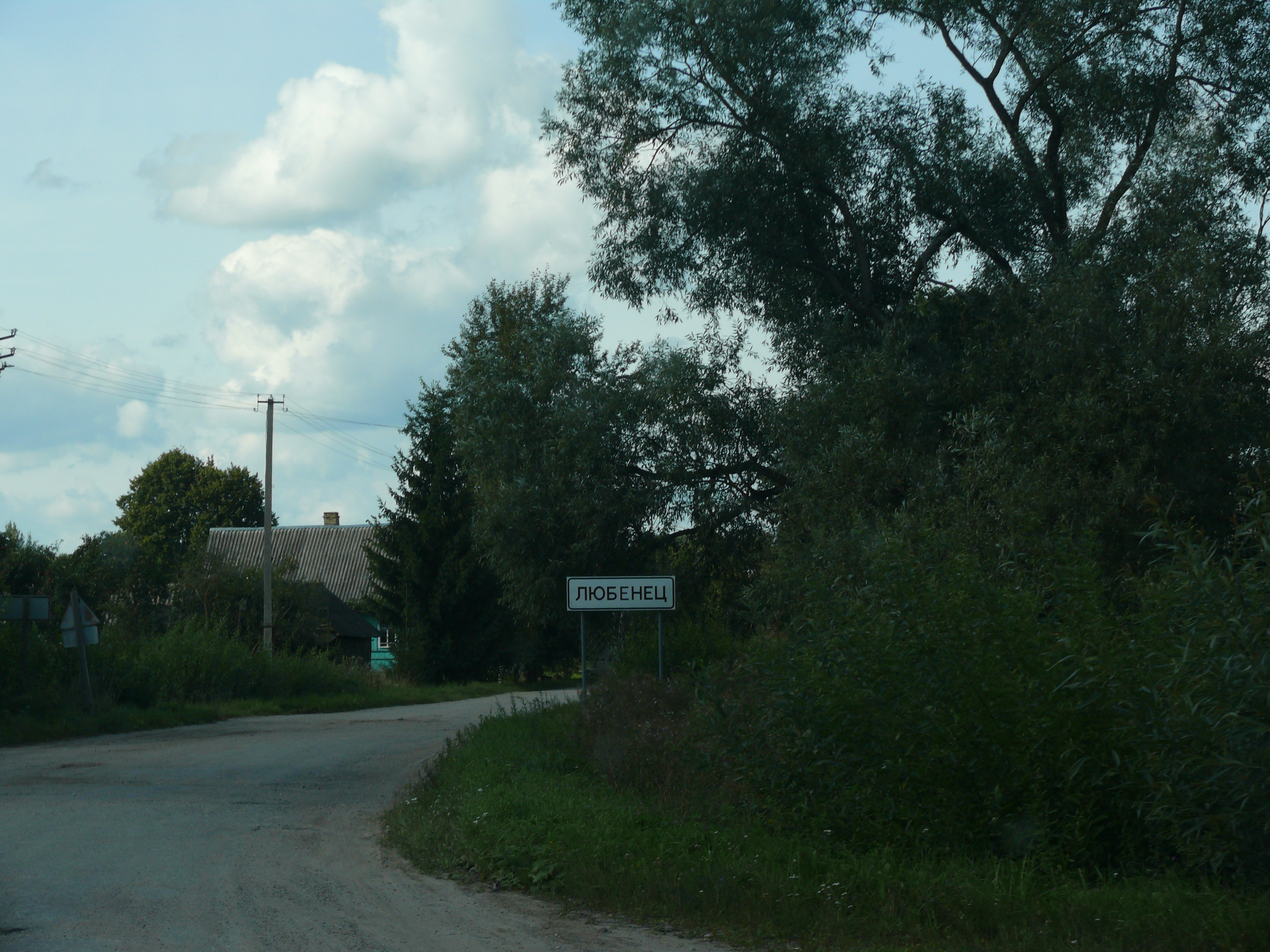
Въезд в деревню с южной стороны